# وادي دلوة
وادي دلوة (بفتح الدال وضم اللام وبعدها واو مشددة مفتوحة) هو واد في جنوب شرق تهامة بلقرن تسيل مياهه من سفوح جبال القوس الجنوبية والغربية باتجاه الجنوب الغربي حتى يصب في وادي خاط من روافد وادي يبة الأولى، وعليه عدة قرى لقبيلة عمارة بلقرن.